# Diocese de Hasselt
A Diocese de Hasselt (em latim: Dioecesis Hasseletensis) é uma diocese da Igreja Católica Romana na Bélgica. Juntamente com as outras dioceses belgas, forma a província eclesiástica belga. A diocese foi estabelecida em 31 de maio de 1967 pela Constituição Apostólica Leodiensis (Hasseletensis) e, portanto, foi separada da Diocese de Liège. A Igreja de São Quintino foi elevada à categoria de catedral da nova diocese naquele ano. A padroeira da diocese é Nossa Senhora da Alegria.

## Estrutura
A província eclesiástica corresponde exatamente à província de Limburgo e tem 7 decanatos. No total, são 302 paróquias, agrupadas em 58 unidades pastorais e federações.
Em 2008, a diocese tinha 373 padres diocesanos, 75 diáconos permanentes e 22 assistentes paroquiais.

## Formação sacerdotal
Os seminaristas da diocese de Hasselt são treinados no Seminário Johannes XXIII de Leuven, desde que o seminário foi transferido em 2006.
Atualmente (2019-2020) há 3 candidatos a padre para a diocese de Hasselt.

## Bispos
|                 | Nome                 | Período    | Notas               |        |
| Bispos          | Bispos               | Bispos     | Bispos              | Bispos |
| --------------- | -------------------- | ---------- | ------------------- | ------ |
| 3°              | Patrick Hoogmartens  | 2004–atual |                     |        |
| 2º              | Paul Schruers        | 1989–2004  |                     |        |
| 1º              | Jozef-Maria Heuschen | 1967–1989  | Renunciou por idade |        |
| Bispo coadjutor |                      |            |                     |        |
|                 | Patrick Hoogmartens  | 1997-2004  |                     |        |
|                 | Paul Schruers        | 1972-1989  |                     |        |
| Bispo auxiliar  |                      |            |                     |        |
|                 | Paul Schruers        | 1970-1972  |                     |        |